# Duke Ellington Circle
Duke Ellington Circle est une place de New York.

## Situation et accès
Cette place circulaire de Manhattan de l'angle nord-est de Central Park est située au carrefour de la 110e rue et de la Cinquième Avenue.

## Origine du nom
Elle rend honneur à la personnalité de jazz Duke Ellington, dont la statue figure au centre de la place. 

## Historique
La place qui s'appelait auparavant « Frawley Circle » a pris son nom actuel en 1995